# Manti Te'o
Pour les articles homonymes, voir Manti (homonymie).
(en) Statistiques sur pro-football-reference
Manti Malietau Louis Te'o, né le 26 janvier 1991 à Laie à Hawaï, est un joueur américain de football américain ayant évolué au poste de  linebacker.
Joueur défensif universitaire avec les Fighting Irish de Notre Dame, le joueur a reçu de nombreuses récompenses individuelles dans sa dernière année NCAA, devenant le joueur défensif le plus décoré de l'histoire du football américain universitaire. Sélectionné par les Chargers de San Diego, Te'o a joué sept saisons dans la National Football League pour les Chargers puis les Saints de La Nouvelle-Orléans et les Bears de Chicago.

## Biographie
Issu d'une famille originaire des Samoa, il grandit sur l'île d'Oahu avec ses cinq frères et sœurs. Repéré pour ses capacités et son talent dès le lycée, il est notamment nommé meilleur joueur défensif de l'année par USA Today et sportif lycéen de l'année par Sporting News en 2008.

### Carrière universitaire

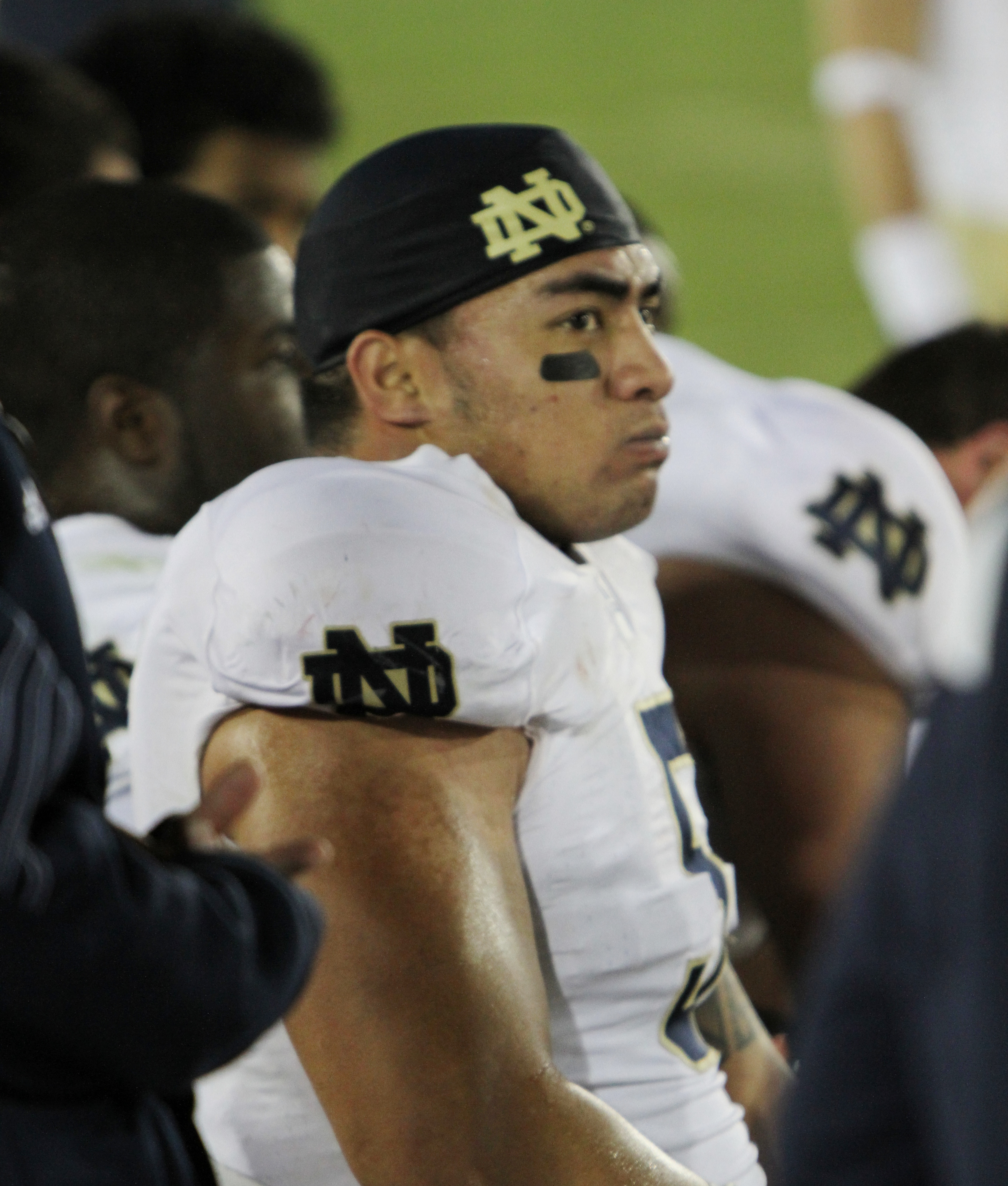
Manti Te'o lors de sa première année avec les Fighting Irish de Notre Dame en 2010.

Le 4 février 2009, le jour de choix universitaire des joueurs lycéens de football américain, il est attendu que Manti Te’o, talentueux jeune joueur d'origine hawaïenne et samoane et de confession mormonne, signe avec les Trojans de l'USC, par sa proximité avec Hawaï, ou aux Cougars de BYU, dans l'université principale de l'Église de Jésus-Christ des saints des derniers jours. À la surprise générale, y compris de ses parents, Te'o opte pour les Fighting Irish de Notre Dame, université catholique située dans l'Indiana.
En 2009, pour sa saison de Freshman, pour premier tackle universitaire, il plaque la star des Wolf Pack du Nevada, Colin Kaepernick. Il est titularisé pour la première fois à l'occasion du quatrième match de la saison, contre Purdue. Ayant joué les 12 matchs de la saison, il termine avec 63 tackles (soit le 3e meilleur total de l'Histoire pour un Freshman à Notre-Dame) et 1 sack.
En 2010, pour sa saison Sophomore, il domine la défense de son équipe en cumulant 133 tackles, dont 21 au cours d'un unique match, face à Stanford.
En 2011, pour sa saison Junior, il est encore le meilleur défenseur de son équipe, avec un total de 128 tackles, et 5 sacks. Attendu comme un prospect sélectionné au premier tour de la draft 2012 de la NFL, le linebacker opte contre toute attente de refuser la lucrative professionnalisation pour rester une saison de plus à l’université.
Mais c'est en 2012, à l'occasion de sa dernière saison universitaire, la saison Senior, qu'il fait la meilleure preuve de son potentiel. Le 15 septembre, après une victoire surprise contre les Spartans de Michigan State, il est interrogé à la télévision nationale sur son excellente performance (douze plaquages, un sack, un fumble provoqué, deux passes déviées) après le décès de sa grand-mère maternelle — Annette Santiago, décédée des complications du diabète — et sa petite amie — Lennay Kekua décédée d'une leucémie —,. Cette apparition télévisuelle met en lumière l'histoire du joueur et malgré cette double tragédie, le joueur manque les funérailles de sa petite amie pour ne louper aucun match et honorer la promesse qu'il leur a faite. Il termine la saison avec 103 plaquages, 1,5 sack, 11 passes détournées et surtout 7 interceptions, ce qu'aucun linebacker universitaire n'avait plus fait depuis 2001. Il permet notamment à son équipe de terminer sur un bilan de douze victoires pour aucune défaite en saison régulière. Qualifiés pour la finale universitaire, les Fighting Irish sont largement défaits sur le score de 42 points à 14 par les Crimson Tide de l'Alabama. Cette saison vaut à Manti Te'o de remporter six distinctions nationales, comme le Maxwell Award et le Walter Camp Award, devenant le joueur universitaire défensif le plus titré de l'histoire, devant les cinq récompenses de Charles Woodson en 1997. Il devient le premier joueur défensif à remporter le Maxwell Award depuis 1980. Il termine également deuxième du Trophée Heisman, juste derrière le quarterback Johnny Manziel,. 
Il est toutefois découvert plus tard, à la fin de la saison, qu'il a été victime d'un canular informatique en ce qui concerne le décès de celle qu'il appelait sa petite amie : entretenant en fait avec elle une relation par internet, il semble en réalité que toute cette histoire ait été une blague de mauvais goût contre lui et que la personne elle-même n'existait pas. Ce catfishing a été réalisé par Ronaiah Tuiasosopo qui se faisait passer pour une fille en prenant une « voix de tête ».

### Carrière professionnelle

#### Chargers de San Diego (2013-2016)
Après avoir été longtemps considéré comme l'un des premiers choix de la draft 2013, la cote de Manti Te'o baisse dans les semaines précédant la draft après une performance décevante en finale universitaire contre les Crimson Tide de l'Alabama, un sprint de 40 yards dans un temps de 4 s 82 qui est jugé lent, et l'affaire du hoax sur la mort de sa fausse petite amie. Après ne pas avoir été sélectionné au premier tour, Te'o est recruté par les Chargers de San Diego qui font un échange avec les Cardinals de l'Arizona pour obtenir de le choisir en 38e position (deuxième tour),. La veille de son premier entraînement avec les Chargers, le linebacker signe son contrat débutant avec la franchise NFL,.
Il manque les 3 premiers matchs de la saison régulière 2013 à cause d'une blessure au pied droit, mais il joue les 13 matchs suivants, accomplissant un total de 61 plaquages. En septembre 2014, il souffre d'une nouvelle blessure au pied, la troisième en treize mois, lors de la rencontre contre les Bills de Buffalo.
En septembre 2016, alors qu'il est dans la dernière année de son contrat de débutant, Manti Te'o se blesse au talon d'Achille alors qu'il est en couverture sur Frank Gore dans le premier quart temps de la rencontre contre les Colts d'Indianapolis. Cette blessure met un terme à sa saison.

#### Saints de la Nouvelle-Orléans (2017-2019)
Le 11 mars 2017, Manti Te'o signe un contrat de deux ans avec les Saints de la Nouvelle-Orléans. Le contrat inclut une prime à la signature de 600 000 dollars, un montant faible pour la NFL, et peut monter à une valeur de sept millions de dollars selon les différentes clauses. Incertain d'être dans l’effectif des Saints au début de la saison régulière, Manti Te'o déclare se plaire de cette nouvelle situation, appréciant de ne plus être dans la lumière.
En décembre 2019, les Saints signent à nouveau le linebacker après les blessures de Kiko Alonso et A.J. Klein.

## Vie privée
En 2020, il épouse Jovi Nicole avec laquelle il a une fille en décembre 2021.

## Reportage
En août 2022, Netflix sort sur sa plateforme le documentaire (en 2 épisodes) L'Envers du sport : La petite amie imaginaire revenant sur sa carrière et l'affaire de sa « petite amie imaginaire ».